# Вулиця Тихого (Калуш)
Ву́лиця Оле́кси Ти́хого — внутрішня вулиця в житловому районі Новий Калуш міста Калуша, яка відмежовує 1-й і 2-й мікрорайони від 3-го мікрорайону.

## Розташування
Пролягає від вулиці Богдана Хмельницького до вулиці Хіміків. Справа прилучається вулиця Євгена Коновальця.

## Історія
Одна з перших вулиць житлової забудови району Новий Калуш для працівників новозбудованих хімічних виробництв Калуша в дусі радянської пропаганди рішенням міськвиконкому №239 15.10.1965 була названа до наступного XXIII з’їзду КПРС. Рішенням першого демократичного скликання міської ради 21.08.1990 перейменована на честь Олекси Тихого.

## Сьогодення
Сучасна забудова зведена в 60-х роках XX сторіччя.